# Ballard kiadó

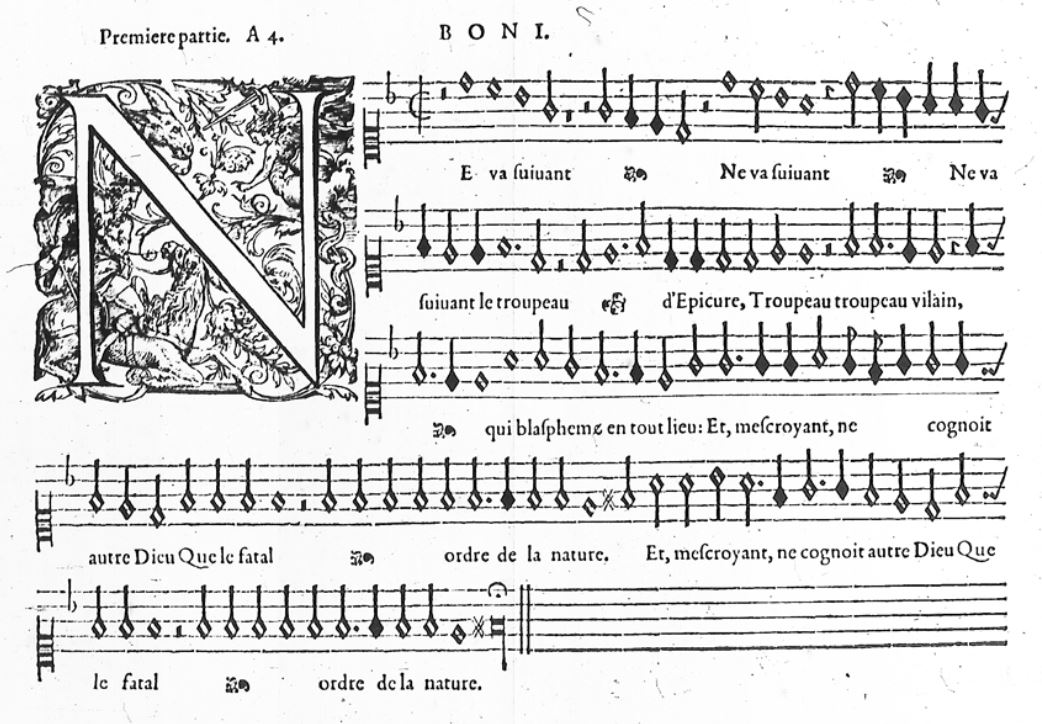
A kiadó egyik 1580-ban nyomtatott kottája az igényes tipográfia egyik példája.

A Ballard kiadó (Adrian Le Roy et Robert Ballard) nagy jelentőségű, a 16-18. században működött francia zeneműkiadó volt. 

## Története
A kiadót Robert Ballard nyomdász és cégtársa, Adrien Le Roy lantművész alapította 1551-ben. A Párizs nyomdásznegyedében lévő műhelyük mellett ekkor még több zeneműkiadó is működött, majd 1553-ban francia udvari hangjegynyomdászi kiváltságlevelet kapott, mellyel a zeneművek egyedüli kiadójává vált. 
A több generáción át a Ballard-család vezette cég privilégiumát ismételten megújították, majd a gyakorlatilag monopóliumot élvező zeneműkiadónak adott pátens 1776-ban érvényét vesztette, ennek nyomán a cég is megszűnt. 
A hangjegynyomás terén a Ballard annyira konzervatív volt, hogy kiadványaiban még a 18. század derekán is a 16. századi típusokat használta. A kiadványokat a legmagasabb igényesség jellemezte, a borítólapon gyönyörű rézmetszetekkel. Kiadványai között gyakorlatilag kora összes francia zeneszerzőjének a művei szerepeltek, köztük Lully operáinak kottái, Jean-Philippe Rameau, François Couperin, Orlando di Lasso művei, valamint Bakfark Bálint kompozíciói.

## Zenészek, költők és librettóírók

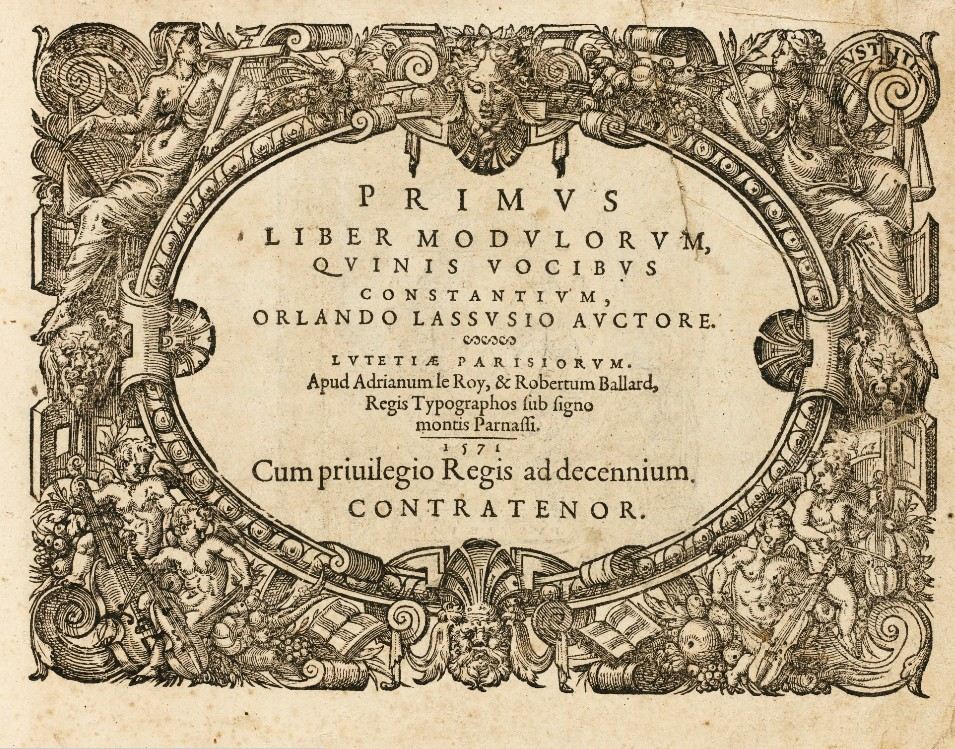
Orlando di Lasso egyik 1571-ben megjelent kompozíciójának borítólapja

Az alábbi művészeknek legalább egy kiadványát jelentette meg a kiadó:
Jacques Arcadelt – Jean-Antoine de Baïf – Bakfark Bálint – Balthazar de Beaujoyeulx – Guillaume Belin – Antoine de Bertrand – Théodore de Bèze – Guillaume Boni – Pierre Bonnet – Gregor Brayssing – Pierre Brunet – Pierre Cadéac – Fabrice Marin Caietain – Denis Caignet – Lancelot de Carle – Antoine Cartier – Jean de Castro – Pierre Certon – Pierre Cléreau – Antonio Condomirio – Guillaume Costeley – Philippe Desportes – Guy Du Faur de Pibrac – Claude Goudimel – Josquin des Prez – Jachet de Mantoue – Clément Janequin – Jacobus de Kerle – Nicolas de La Grotte – Orlando di Lasso – Didier Le Blanc – Claude Le Jeune – Adrian Le Roy – Jean Maillard – Étienne de Maisonfleur – Jean de Maletty – Luca Marenzio – Clément Marot – Jacques Mauduit – Nicolas Millot – Philippe de Monte – Jean Mouton – Nicolas de Marle – Jean Planson – François Regnart – Richard Renvoisy – Jean Richafort – Albert de Rippe – Pierre de Ronsard – François Roussel – Claudin de Sermisy – Guillaume Tessier – Pietro Vecoli – Regolo Vecoli – Adrian Willaert – Jean Yssandon.